# 라라 트럼프
라라 트럼프(Lara Trump, 본명: 라라 레아 트럼프, Lara Lea Trump, 혼전 성씨는 유나스카(Yunaska), 1982년 10월 12일 ~ )는 미국의 정치인이자 전 TV 프로듀서, 전 공화당 전국위원회 공동의장이다. 2024년 12월 9일 RNC 공동의장직에서 물러나겠다고 발표했다. 도널드 트럼프 미국 대통령의 셋째 자녀인 에릭 트럼프와 결혼했다. 트럼프 프로덕션의 리얼 뉴스 업데이트(Real News Update)의 프로듀서이자 호스트였으며 인사이드 에디션(Inside Edition)의 프로듀서였다.